# Reiner Marcowitz
Reiner Marcowitz (* 1960 in Rheydt) ist ein deutsch-französischer Historiker. Er ist Professor für Deutschlandstudien an der Université de Lorraine.

## Leben
Reiner Marcowitz studierte Geschichte und Germanistik an der Universität zu Köln wurde 1992 mit der durch Andreas Hillgruber angeregten und nach dessen Tod von Leo Haupts betreuten Dissertation Option für Paris? Unionsparteien, SPD und Charles de Gaulle 1958–1969 zum Dr. phil. promoviert. Danach war er wissenschaftlicher Assistent am Institut für Geschichte der TU Dresden. 1999 habilitierte er sich mit der durch Reiner Pommerin betreuten Arbeit Großmacht auf Bewährung. Frankreichs Stellung im europäischen Mächtesystem 1814–52. Er wurde Privatdozent für Neuere und Neueste Geschichte, wissenschaftlicher Oberassistent und schließlich Hochschuldozent ebendort. 2005 war er Junior Fellow am Collegium Pontes in Görlitz und 2006 Gastwissenschaftler am Deutschen Historischen Institut Paris (DHIP).
Seit 2007 ist er Professor für Deutschlandstudien an der Université Paul Verlaine Metz (seit 2012: Université de Lorraine). Seit 2008 ist er Kodirektor des dortigen Département d’études franco-allemandes. Von 2010 bis 2018 leitete er zusätzlich den Centre d’études germaniques interculturelles de Lorraine (CEGIL), das Forschungsinstitut der Deutschlandspezialisten an der Université de Lorraine, und von 2011 bis 2015 war er Gründungsdirektor des Centre franco-allemand de Lorraine (CFALOR), des ersten Pendants zu den deutschen „Frankreichzentren“ an einer französischen Universität.
An der Université de Lorraine leitet er ebenfalls einen trinationalen interdisziplinären Masterstudiengang und ist verantwortlich für das Promotionskolleg „Interculturalité des littératures, des médias et des organisations“. Von 2010 bis 2021 unterrichtete er auch am Europacampus des Institut d’études politiques de Paris in Nancy. Seine Forschungsschwerpunkte sind die deutsche und französische Geschichte des 19. und 20. Jahrhunderts, die Geschichte der deutsch-französischen Beziehungen und der europäischen Integration sowie die Auswirkungen von Amerikanisierung, Europäisierung und Globalisierung.
Reiner Marcowitz ist Mitglied der Association des Germanistes de l’Enseignement supérieur (AGES), des Deutsch-französischen Historikerkomitees (von 2008 bis 2012 Vorstandsmitglied), der Deutschen Gesellschaft für Auswärtige Politik und im Verband der Historiker und Historikerinnen Deutschlands. 2019 wurde er als ordentliches Mitglied in den Conseil national des universités (CNU) berufen, ein Mandat, das 2023 für weitere vier Jahre verlängert wurde.

## Schriften (Auswahl)
- Option für Paris? Unionsparteien, SPD und Charles de Gaulle 1958–1969 (= Studien zur Zeitgeschichte. Bd. 49). Oldenbourg, München 1996, ISBN 3-486-56165-0.
- mit Reiner Pommerin (Hrsg.): Quellen zu den deutsch-französischen Beziehungen 1815–1919 (= Quellen zu den Beziehungen Deutschlands zu seinen Nachbarn im 19. und 20. Jahrhundert. Bd. 5). Wissenschaftliche Buchgesellschaft, Darmstadt 1997, ISBN 3-534-12779-X.
- Großmacht auf Bewährung. Die Interdependenz französischer Innen- und Außenpolitik und ihre Auswirkungen auf Frankreichs Stellung im europäischen Konzert 1814/15–1851/52 (= Beihefte der Francia. Bd. 53). Thorbecke, Stuttgart 2001, ISBN 3-7995-7447-6.
- Der schwierige Weg zur Einheit. Die Vereinigung der deutschen Liberalen 1989/90. Wilhelm-Külz-Stiftung, Dresden 2002, ISBN 3-9808018-0-2.
- (Hrsg.): Reiner Pommerin: Mächtesystem und Militärstrategie. Ausgewählte Aufsätze. Böhlau, Köln u. a. 2003, ISBN 3-412-02603-4.
- Die Weimarer Republik 1929–1933 (= Geschichte kompakt). Wissenschaftliche Buchgesellschaft, Darmstadt 2004, ISBN 3-534-15154-2 (2. Auflage 2007; 3. Auflage 2009; 4. Auflage 2012; 5. neubearb. Auflage 2018).
- (Hrsg.): Nationale Identität und transnationale Einflüsse. Amerikanisierung, Europäisierung und Globalisierung in Frankreich nach dem Zweiten Weltkrieg (= Ateliers des Deutschen Historischen Instituts Paris. Bd. 1). Oldenbourg, München 2007, ISBN 978-3-486-58508-7.
- mit Françoise Lartillot (Hrsg.): Révolution française et monde germanique. L'harmattan, Paris 2008, ISBN 978-2-296-05177-5.
- mit Werner Paravicini (Hrsg.): Vergeben und vergessen? Vergangenheitsdiskurse nach Besatzung, Bürgerkrieg und Revolution = Pardonner et oublier? (= Pariser historische Studien. Bd. 94). Oldenbourg, München 2009, ISBN 978-3-486-59135-4.
- (Hrsg.): Ein „neues“ Deutschland? Eine deutsch-französische Bilanz. 20 Jahre nach der Vereinigung = Une „nouvelle“ Allemagne? (= Ateliers des Deutschen Historischen Instituts Paris. Bd. 7). Oldenbourg, München 2010, ISBN 978-3-486-59770-7.
- mit Ulrich Lappenküper (Hrsg.): Macht und Recht. Völkerrecht in den internationalen Beziehungen (= Wissenschaftliche Reihe der Otto-von-Bismarck-Stiftung. Bd. 13). Schöningh, Paderborn u. a. 2010, ISBN 978-3-506-76899-5.
- mit Philippe Alexandre (Hrsg.): La revue «Die Hilfe», 1894–1944, un laboratoire d’idées en Allemagne = Die Zeitschrift «Die Hilfe», 1894–1944, ein Ideenlabor in Deutschland (= Convergences. Vol. 56). Lang, Bern u. a. 2011, ISBN 978-3-0343-0355-2.
- mit Michel Grunewald, Hans-Jürgen Lüsebrink und Uwe Puschner (Hrsg.): France-Allemagne au XXe siècle – la production de savoir sur l’autre = Deutschland und Frankreich im 20. Jahrhundert – akademische Wissensproduktion über das andere Land. 4 Bände. Lang, Bern u. a. 2011 ff. Band 1: Questions méthodologiques et épistémologiques (= Convergences. Vol. 64). 2011, ISBN 978-3-0343-1028-4; Band 2: Les spécialistes universitaires de l'Allemagne et de la France au XXe siècle (= Convergences. Vol. 69). 2012, ISBN 978-3-0343-1203-5; Band 3: Les institutions (= Convergences. Vol. 75). 2013, ISBN 978-3-0343-1293-6; Band 4: Les médias (= Convergences. Vol. 82). 2014, ISBN 978-3-0343-1572-2.
- mit Hélène Miard-Delacroix (Hrsg.): 50 ans de relations franco-allemandes. Nouveau monde éditions, Paris 2013, ISBN 978-2-36583-351-6.
- mit Philippe Alexandre (Hrsg.): L' Allemagne en 1913. culture mémorielle et culture d'avant-guerre = Deutschland im Jahre 1913. Presses universitaires de Lorraine, Nancy 2013, ISBN 978-2-8143-0153-5.
- mit Andreas Wilkens (Hrsg.): Une „Europe des citoyens“. Société civile et identité européenne de 1945 à nos jours (= Convergences. Vol. 80), Lang, Bern u. a. 2014, ISBN 978-3-0343-1353-7.
- mit Laurent Jalabert und Arndt Weinrich (Hrsg.): La longue mémoire de la Grande Guerre. Regards croisés franco-allemands de 1918 à nos jours. Septentrion, Villeneuve d’Ascq 2017, ISBN 978-2-7574-1586-3.